# Robert Laramée
Robert Laramée là một chính khách người Canada và là một ủy viên hội đồng thành phố ở Montreal, Quebec.

## Tuổi thơ
Laramée có bằng Cử nhân Giải trí. Theo tạp chí Fugues, ông là người đồng tính công khai.

## Ủy viên hội đồng thành phố
Laramée đã ứng cử thành công ứng cử viên của Vision Montreal vào Hội đồng thành phố ở quận Père-Marquette năm 1994 với 52% số phiếu. Năm 1997, ông rời Vision Montreal để ngồi như không đảng phái, như một số đồng nghiệp của ông đã làm. Ông từng là ứng cử viên của Nouveau Montréal của Jacques Duchesneau năm 1998, nhưng thua ứng cử viên của Vision Montreal Jean-François Plante chỉ với 33% phiếu bầu.
Ông được bầu lại ở quận Saint-Jacques năm 2001 với tư cách là Vision Montreal, ứng cử viên với 48% phiếu bầu, chống lại đương nhiệm và đồng nghiệp cũ Sammy Forcillo (44%).